# Lista dos artistas musicais mais vendidos de todos os tempos de acordo com o Guinness World Records

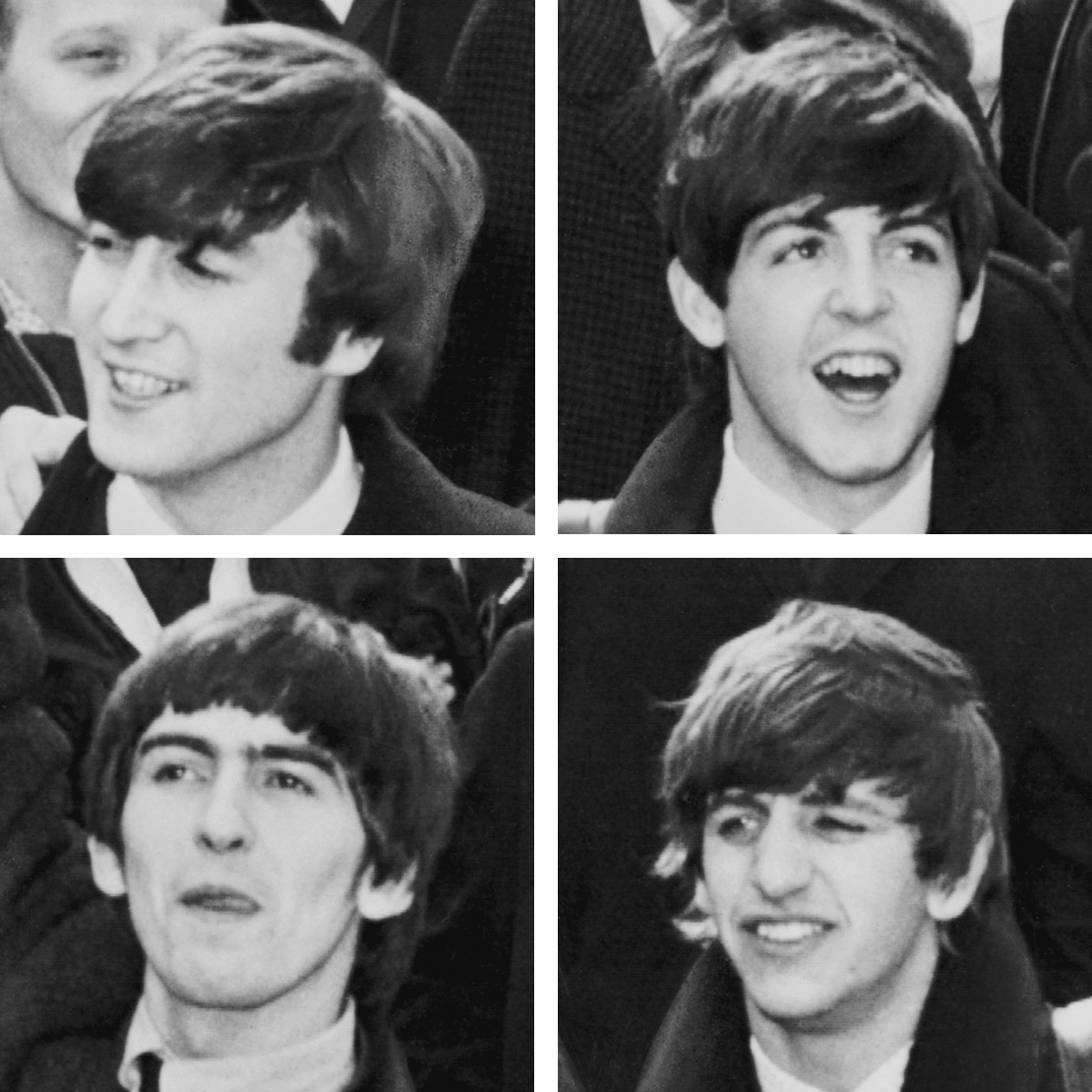
The Beatles, o grupo musical mais bem-sucedido da história.

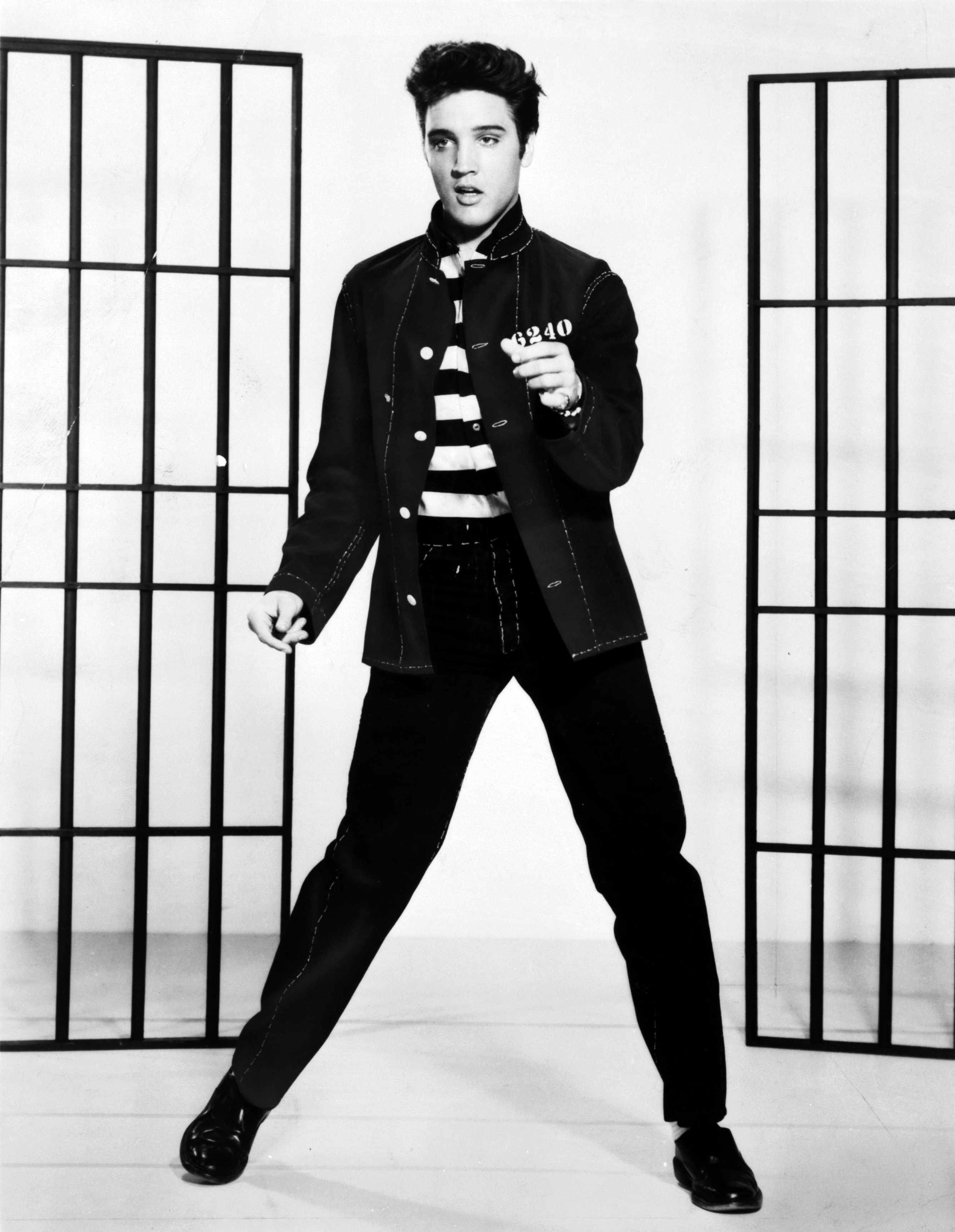
Elvis Presley, o artista solo de maior vendagem mundial.

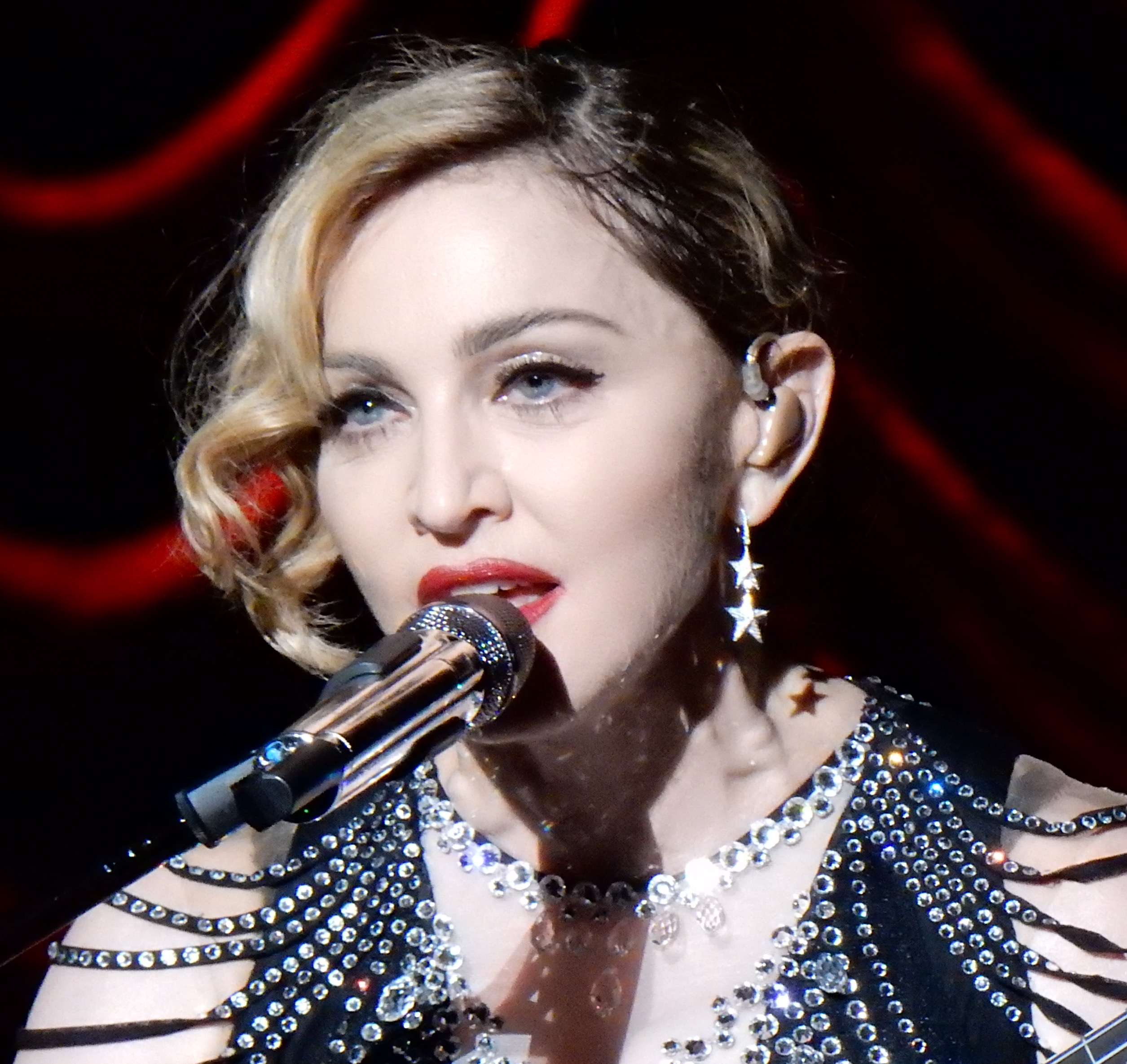
Madonna, artista feminina com maior número de vendas da história.

Esta é a lista de músicos recordistas de vendas de acordo com o Guinnes World Records, organizada em ordem alfabética. O número mínima de vendas para aparecer nesta lista é de 300 milhões. Em primeiro lugar aparece a banda The Beatles, do Reino Unido, as vendas da banda inglesa foram certificadas em mais de um bilhão de discos vendidos mundialmente pelo Guinnes World Records, dos quais 217,25 milhões só nos Estados Unidos. Na segunda posição aparece o cantor Elvis Presley, dos Estados Unidos, conhecido como o "Rei do Rock" as vendas do artista foram certificadas em mais de um bilhão de exemplares vendidos mundialmente pelo Guinnes World Records, das quais mais de 199,65 milhões só nos Estados Unidos.
Em terceiro lugar aparece o cantor de música pop Michael Jackson, natural dos Estados Unidos. Além de ser o autor do álbum mais vendido da história da indústria fonográfica, Thriller, as vendas do artista foram certificadas em 750 milhões  de discos vendidos pelo Guinnes World Records. Seguido por Madonna e Led Zeppelin nas quarta e quinta posições respectivamente, sendo Madonna a única mulher a alcançar 400 milhões de cópias vendidas mundialmente, obtendo a certificação do Guinnes World Records por esse feito. A banda Led Zeppelin recebeu a certificação do Guinnes World Records por ter alcançado a marca de 300 milhões de discos vendidos mundialmente, além disso, é a segunda banda que mais vendeu nos EUA, atrás apenas dos Beatles. O Cantor Elton John fecha a lista dos artistas que alcançaram a Icônica façanha de venderem 300 milhões ou mais discos de acordo com o Guinnes World Records, o artista britânico recebeu a certificação mundial por ter vendido 300 milhões de discos.

## Mais de 300 milhões de exemplares vendidos
| Artista         | País de origem | Período em atividade | Gênero                        | Número total de vendas por país | Vendas certificadas pelo Guinnes World Records   |
| --------------- | -------------- | -------------------- | ----------------------------- | --- | ------------------------------------------------ |
| The Beatles     | Reino Unido    | 1960–1970            | Rock / pop                    | EUA: 217,25 milhões RU: 5,4 milhões ALE: 7,2 milhões FRA: 3 milhões BRA: 500 mil CAN: 12,5 milhões AUS: 2,7 milhões SUE 485 mil ARG: 1 milhão SUI: 350,000 AUT: 400 mil                                                                                   | Mais de 1 bilhão de discos vendidos mundialmente |
| Elvis Presley   | Estados Unidos | 1954–1977            | Rock and roll / pop / country | EUA: 199,65 milhões RU: 3,8 milhões ALE: 1,5 milhões FRA: 2,4 milhões CAN: 2,7 milhões AUS: 1 milhão HOL: 520 mil SUE 360 mil | Mais de 1 bilhão de discos vendidos mundialmente |
| Michael Jackson | Estados Unidos | 1971–2009            | Pop / pop rock / R&B          | EUA: 95 milhões RU: 18 milhões ALE: 10,8 milhões FRA: 9,6 milhões CAN: 4,5 milhões MEX: 3,3 milhões AUS: 5,4 milhões ESP: 720 mil HOL: 1,9 milhões SUE: 870 mil SUI: 900 mil AUT: 885 mil                                                                 | 750 milhões de discos vendidos mundialmente      |
| Madonna         | Estados Unidos | 1982-presente        | Pop / Dance / Pop Rock        | EUA: 87,7 milhões RU: 28,9 milhões FRA: 13,8 milhões ALE: 12,2 milhões CAN: 8,4 milhões BRA: 3,62 milhões AUS: 3,4 milhões HOL: 1,6 milhão ESP: 1 milhão SUE: 1 milhão SUI: 1 milhão JAP: 6,5 milhões ARG: 686 mil FIN: 605.023 AUT: 560 mil POL: 495 mil | 400 milhões de discos vendidos mundialmente      |
| Led Zeppelin    | Reino Unido    | 1968–1980            | Rock / Hard Rock              | EUA: 113,5 milhões JAP: 200.000 ALE: 3,3 milhões RU: 8,5 milhões FRA: 1,9 milhões AUS: 1,9 milhões BRA: 350.000 CAN: 4,5 milhões HOL: 140,000 SUI: 140.000 ARG: 450.000                                                                                   | 300 milhões de discos vendidos mundialmente      |
| Elton John      | Reino Unido    | 1964–presente        | Pop / Rock                    | EUA: 138,05 milhões RU: 35,30 milhões ALE: 8,1 milhões FRA: 5,15 milhões CAN: 6,09 milhões MEX: 450.000 AUS: 4,69 milhões ESP: 1,38 milhões HOL: 975.000 SUE: 980.000 SUI: 1,33 milhões AUT: 915.000                                                      | 300 milhões de discos vendidos mundialmente      |